# Léon Krier
Léon Krier (Luxemburgo, 7 de abril de 1946 – Palma de Maiorca, 19 de junho de 2025) foi um arquiteto e urbanista, cujo trabalho, baseado na tradição das doutrinas clássicas e do movimento Artes e Ofícios, inspirou o movimento pós-moderno e clássico-novo, e foi considerado um dos fundadores do Novo Urbanismo. Ademais, foi também o vencedor da primeira edição do Prêmio Driehaus de Arquitetura.
Ele foi o irmão mais novo do arquiteto Rob Krier.

## Principais obras

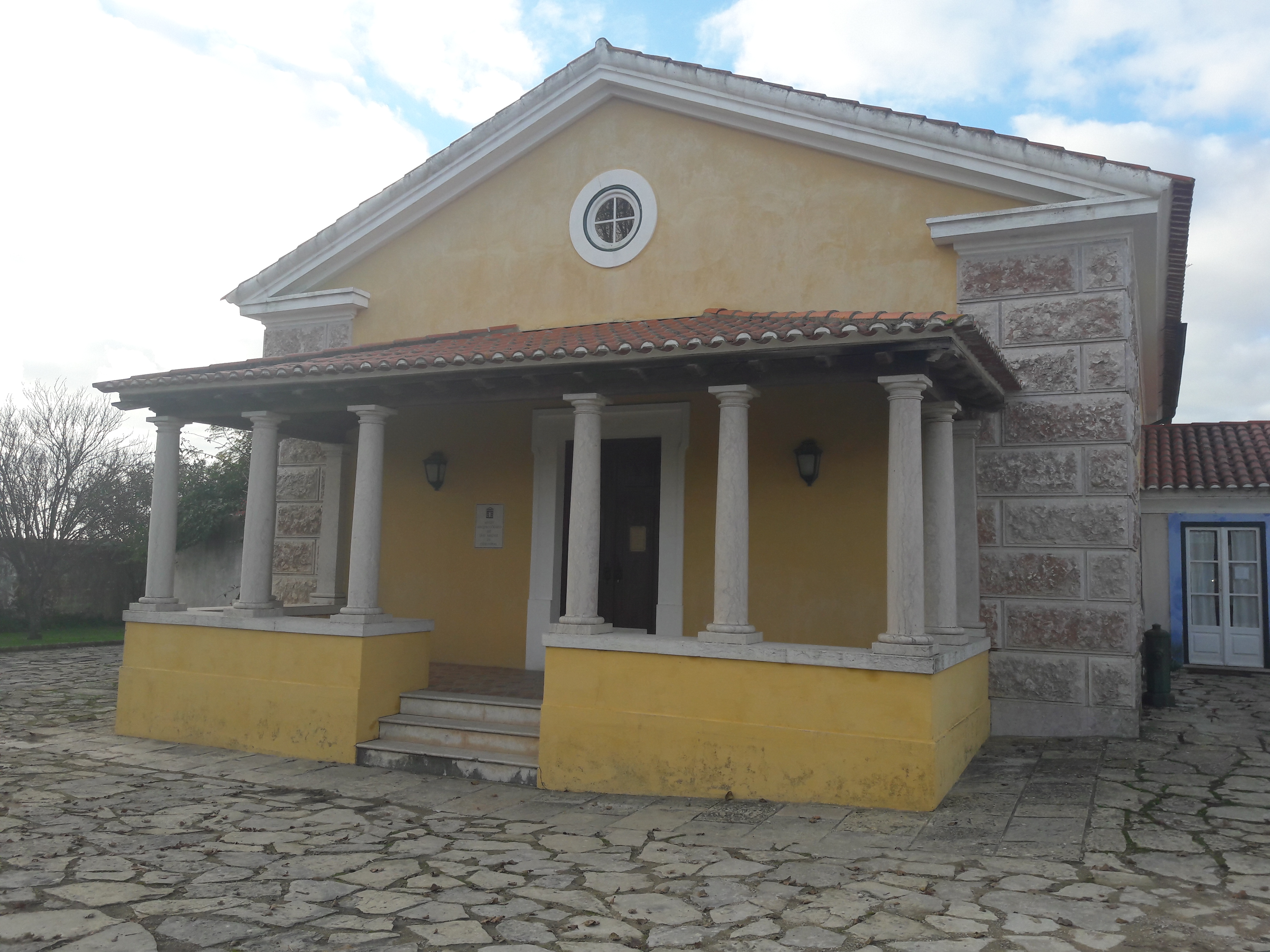
Museu Arqueológico de São Miguel de Odrinhas em Sintra, Portugal, juntamente com Alberto Castro Nunes & António Maria Braga

- Plano diretor da nova cidade de Poundbury, 1998, Dorset.

## Tamanho da cidade
Krier concordou com o ponto de vista do falecido Heinrich Tessenow de que existe uma relação estrita entre a riqueza econômica e cultural de uma cidade, por um lado, e a limitação de sua população, por outro. Mas isso não é uma questão de mera hipótese, argumentou ele, mas de fato histórico. As medidas e a organização geométrica de uma cidade e de seus bairros não são o resultado de mero acaso ou acidente ou simplesmente de necessidade econômica, mas representam uma ordem civilizatória que não é apenas estética e técnica, mas também legislativa e ética.
Krier afirmou que "toda Paris é uma cidade pré-industrial que ainda funciona, porque é tão adaptável, algo que as criações do século 20 nunca serão. Uma cidade como Milton Keynes não pode sobreviver a uma crise econômica, ou a qualquer outro tipo de crise, porque é planejada como um projeto social e econômico matematicamente determinado. Se esse modelo entrar em colapso, a cidade entrará em colapso com ele. Assim, Krier argumentou não apenas contra a cidade modernista contemporânea (ele de fato argumentou que lugares como Los Angeles, EUA, não são cidades), mas contra uma tendência de gigantismo no crescimento urbano, evidente na escala explosiva de redes urbanas e edifícios nas cidades europeias ao longo do século 19, que foi resultado da concentração da economia poder político e cultural.  Em resposta a isso, Krier propôs a reconstrução da cidade europeia, com base em modelos de assentamento policêntricos que são ditados não pela escala da máquina, mas pela escala humana tanto horizontal quanto verticalmente, de bairros de uso misto autossuficientes que não excedam 33 hectares (82 acres) (que podem ser atravessados em 10 minutos a pé) de alturas de construção de 3 a 5 andares ou 100 degraus (que podem ser percorridos confortavelmente) e que não são limitados por meros fronteiras administrativas, mas por avenidas, trilhas e caminhos de parque que podem ser percorridos a pé, montáveis e dirigidos. As cidades então crescem pela multiplicação de bairros urbanos independentes, não por extensões horizontais ou verticais de núcleos urbanos estabelecidos.

## Sobre o desenvolvimento da cidade
Krier escreveu uma série de ensaios - muitos publicados pela primeira vez na revista Architectural Design, contra o planejamento urbano modernista e seu princípio de dividir a cidade em um sistema de zonas de uso único (habitação, compras, indústria, lazer, etc.), bem como os subúrbios resultantes, deslocamentos, etc. De fato, Krier via o planejador modernista como uma figura tirânica que impõe uma escala megaestrutural prejudicial mais ditada pela ideologia do que pela necessidade.
Krier resumiu suas críticas e identificou conceitos na forma de uma série de desenhos e diagramas didáticos anotados, muitas vezes com sua própria caligrafia, eventualmente coletados em seu livro Drawing for Architecture, como o conceito de Urbano em seu diagrama de 1983 de uma cidade verdadeiramente urbana = RES PUBLICA + RES PRIVATA. Lá ele concebeu o tecido urbano básico, feito de edifícios e usos privados, como um objeto de design local vernacular e os excepcionais edifícios públicos e institucionais como objetos de arquitetura clássica e localizados em locais privilegiados, em praças e no foco de grandes vistas.

## Sobre a arquitetura e a cidade
O princípio por trás dos escritos de Krier é explicar os fundamentos racionais da arquitetura e da cidade, afirmando que "Na linguagem dos símbolos, não pode existir mal-entendido". Ou seja, para Krier, os edifícios têm uma ordem e um tipo racionais: uma casa, um palácio, um templo, um campanário, uma igreja; mas também um telhado, uma coluna, uma janela, etc., o que ele chama de "objetos nomeáveis". À medida que os projetos ficam maiores, ele continua argumentando, os edifícios não devem ficar maiores, mas se dividir; assim, por exemplo, em seu esquema não realizado para uma escola em Saint-Quentin-en-Yvelines (1978), França, a escola tornou-se uma "cidade em miniatura".
Krier propôs programas funcionais muito variados dentro de cada bloco e parcela. Para ele, o projeto do edifício deve ser sempre justificado tipológica ou tectonicamente e a variedade de tipos e volumes de edifícios deve refletir essa variedade funcional de forma evidente e natural; Em suma, toda uniformidade gratuita ou variedade gratuita deve ser evitada, projetando lotes de edifícios vizinhos de variedade dimensional, funcional e, portanto, formal e de forma a gerar redes de espaços públicos constituídos por ruas, praças, avenidas, avenidas e parques públicos. Para Krier era essencial compor ao mesmo tempo a harmonia dos quarteirões urbanos e dos espaços públicos indissociáveis gerados entre eles.
Na busca por tal arquitetura tipológica, o trabalho de Krier foi denominado "uma arquitetura sem estilo". No entanto, também foi apontado que "a aparência de sua arquitetura é muito parecida com a arquitetura romana, que ele coloca em todos os seus projetos, seja no centro de Londres, Estocolmo, Tenerife ou Flórida".  Leon Krier defendeu a arquitetura do ministro do gabinete de Hitler, Albert Speer, distinguindo seu trabalho do regime que serviu.

## Publicações
- James Stirling: buildings & projects 1950-1974, Stuttgart, Gerd Hatje, 1975
- Rational Architecture Rationelle, Bruxelles, AAM Editions, 1978.
- Léon Krier. Houses, Palaces, Cities. Edited by Demetri Porphyrios, Architectural Design, 54 7/8, 1984.
- Léon Krier Drawings 1967-1980, Bruxelles, AAM Editions, 1981.
- Albert Speer, Architecture 1932-1942, Bruxelles, AAM Editions, 1985. New York, Monacelli Press, 2013.[7][8][9]
- Léon Krier: Architecture & Urban Design 1967-1992, London, Academy Editions, 1992.
- Architecture: Choice or Fate, London, Andreas Papadakis Publishers, 1998.
- Get Your House Right, Architectural Elements to Use & Avoid, New York,     Sterling Publishing, 2007
- The Architectural Tuning of Settlements, London, The Prince's Foundation, 2008
- Drawing for Architecture, Cambridge (Massachusetts), MIT Press, 2009.
- The Architecture of Community, Washington DC, Island Press, 2009.
- Léon Krier: selected publications available online Leon Krier -- Selected Publications.